# Río Alva
El río Alva es un río del oeste de la península ibérica, afluente del río Mondego, que nace en la vertiente norte de la Sierra de la Estrella, en las alturas de Perdigueiro, a medio camino entre Fraga das Penas y Curral do Martins. 

## Curso
Recorre dos kilómetros de sur a norte, luego gira hacia el oeste, que mantiene durante ocho kilómetros. Luego se dirige al suroeste. Quince kilómetros antes de incorporarse al Mondego, toma la dirección Noroeste, que mantiene hasta su incorporación a este. Tiene un recorrido de cerca de 115 km hasta desembocar en el río Mondego, que tiene lugar en la localidad de Porto de Raiva, en la Unión de Parroquias de Oliveira do Mondego y Travanca do Mondego, cuatro kilómetros aguas arriba de Penacova en el distrito de Coimbra, después de que el Mondego sea embalsado por la presa de Raiva y la presa de Aguieira.
Su cauce discurre por un camino sinuoso entre las laderas de las sierras de la Estrella y el Azor, donde se excavó su lecho. Varias localidades crecieron en sus orillas, como São Gião, por ejemplo, así como muchas playas fluviales como São Gião, Avô, Coja, Secarias, Caldas de São Paulo, la playa fluvial del pueblo de Sandomil, el centro de ocio de Fronhas junto a la presa de Fronhas y Cornicovo en São Pedro de Alva.
El río está embalsado en São Martinho da Cortiça con la presa de Fronhas después de haber recorrido 78 km. Esta presa tiene un caudal de diseño de aliviadero de 500 m³/s. También existe un túnel de derivación entre esta presa y la presa de Aguieira en el río Mondego.

## Caudal
Es un río que se caracteriza por tener una variación muy alta en su caudal, ya que tiene un caudal muy bajo en verano y muy alto en invierno. Esto se debe fundamentalmente a la variación de las precipitaciones durante el año, y a la ausencia de las mismas en verano, pero también al hecho de que el caudal del río está controlado en gran medida por el sistema hídrico de la Sierra de la Estrella (de donde proviene el río Alvôco, que se une en la aldea de Ponte das Três Entradas, en el municipio de Oliveira do Hospital y ya en el distrito de Coimbra).

## Patrimonio
A lo largo de su recorrido existen varios puntos de interés patrimonial (natural y edificado), entre los que destacan vestigios de megalitismo del período Calcolítico a orillas del río en Secarias, en el municipio de Arganil.